# Eubranchus cingulatus
Eubranchus cingulatus är en snäckart som först beskrevs av Joshua Alder och Hancock 1847.  Eubranchus cingulatus ingår i släktet Eubranchus, och familjen Eubranchidae. Arten är reproducerande i Sverige.